# 中野浩輔
中野 浩輔（なかの こうすけ、英: Kosuke-Nakano）は岡山県出身の歯科医師。

## 略歴
- 昭和62年 - 岡山大学歯学部 卒業。
- 昭和62年 - 岡山大学歯学部 第一補綴科研修医。
- 昭和63年 - 岡山大学歯学部 第一補綴科文部教官助手（勤務医時代）。
- 平成4年 - 岡山県岡山市北区矢坂東町6-1に歯科医院「なかの歯科クリニック」を開設。

## 所属団体・役職
- 岡山大学歯学部 前同窓会会長
- 岡山歯学会 前副会長
- 臨床研修指導医
- JSOI口腔インプラント専修医
- JMMインプラント臨床マイスター
- 介護支援専門員
- 日本補綴歯科学会 会員
- 日本審美歯科学会 会員
- アメリカ審美歯科学会（AACD）会員
- SJCD（Society of Japan clinical Dentistry）会員
- JIADS（Japan Institute for Advanced Dental Studies）会員